# 堰口村
堰口，中國浙江省临安市於潛鎮的一个村落。原屬堰口鄉，2001年堰口鄉撒鄉，故劃入於潛鎮，當地以種植雷竹著名。在1945年7月，當地曾發生數十名日本軍人至村中搶奪糧食，殘殺村民的事件。